# Konkai kōmyō-ji
Le Konkai kōmyō-ji (金戒光明寺), aussi appelé temple Kurodani, est un temple bouddhiste de Kyoto au Japon. C'est un temple majeur de la secte Jōdo du bouddhisme au Japon.
Les tombes de soldats d'Aizu et Kuwana morts à la bataille de Toba-Fushimi se trouvent dans ce temple.

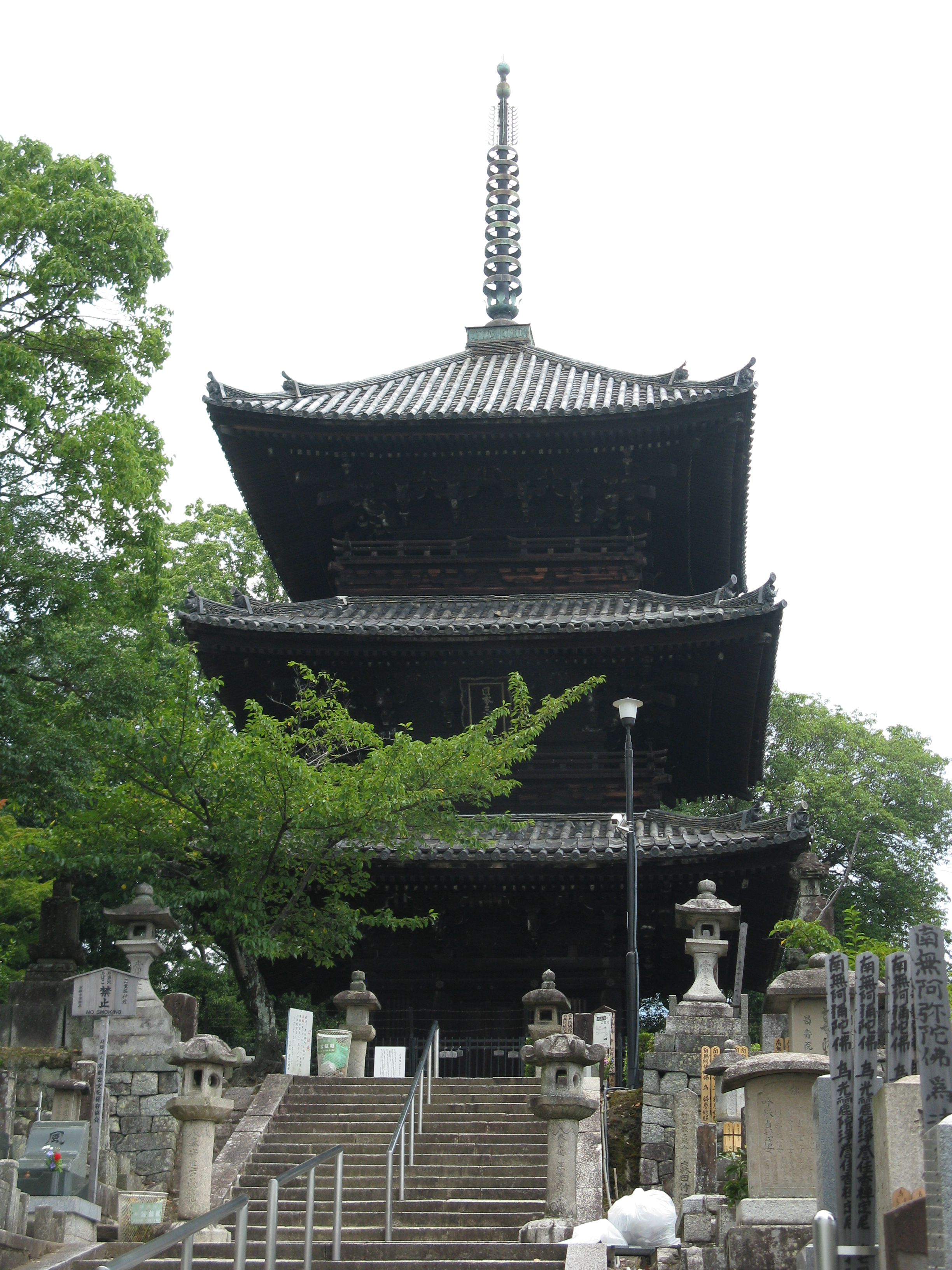

1890